# Ічкі
Ічкі́ (крим. İçki, з 1944 по 2023 рік — Совє́тський) — селище в Україні, у Феодосійському районі Автономної Республіки Крим, колишній центр Совєтського району.
Знаходиться в північно-східній частині півострова, у степовій присиваській частині, у південно-східній частині Кримської низовини, в 106 км. від Сімферополя.
Населення: переважно росіяни та українці, проживають також кримські татари, болгари, вірмени, євреї, цигани. Територія селища розташована у межах долини річок Біюк-Карасу та Східний Булганак.

## Історія
Територія сучасного селища і його околиць була заселена в III—І тисячолітті до н. е. Про це свідчать знайдені тут залишки поселень і кургани з похованнями епохи ранньої і пізньої бронзи. Поблизу селища виявлено також скіфські поховання.
В останній період Кримського ханства Ой Кічі входив до Кучук-Карасівський кадилик Карасувбазарського каймаканства, перша документальна згадка села зустрічається в Камеральному Описі Криму… 1784 року.
У 1798 році тут проживала 41 особа. Землі села 1805 року належали трьом мурзам, ними користувалися також державні селяни, кількість яких зросла вже до 66. Після Кримської війни (1853—1856 рр.) багато кримських татар зруйнували свої оселі та емігрували до Османської імперії.
На початку 1941 року в селі Ічкі мешкало до 5,4 тисячі чоловік і воно було віднесено до категорії робочих селищ (смт).
14 грудня 1944 року робоче селище Ічкі було перейменовано на робоче селище Совєтський.
У 2015 році селище було внесено до переліку поселень, що потребували перейменування відповідно до вимог закону «Про засудження комуністичного та націонал-соціалістичного (нацистського) тоталітарних режимів в Україні та заборону пропаганди їхньої символіки».
12 травня 2016 року постановою Верховної Ради України № 1352-VIII йому було повернуто назву Ічкі; цією ж постановою назву Совєтського району змінено на Ічкінський. Постанова набрала чинности у 2023 році.

## Населення

### Мова
Розподіл населення за рідною мовою за даними перепису 2001 року:
| Мова                | Відсоток |
| ------------------- | -------- |
| російська           | 67,65 %  |
| кримськотатарська   | 20,85 %  |
| українська          | 8,26 %   |
| ромська             | 0,59 %   |
| інші/не визначилися | 2,75 %   |

## Транспорт
Через селище проходить залізнична лінія Керч-Джанкой, яка розділяє його територію на дві приблизно рівні частини. З південного заходу уздовж селища проходить магістральна траса Північно-Кримського каналу. Поряд — транзитна автодорога (E97), яка пов'язує селище з іншими районами Криму.
Північніше селища знаходиться колишній військовий аеродром «Совєтський».

## Економіка
У селищі діють ремонтно-транспортне підприємство, сільгоспхімія, сільенерго, інкубаторно-птахівницьке підприємство і декілька інших підприємств місцевого значення, які займаються обслуговуванням сільськогосподарських підприємств району.
Найбільші підприємства: комбінат хлібопродуктів, маслоробний та виноробний заводи, друкарня.
Торгове обслуговування населення здійснюють підприємства споживчої кооперації і підприємницькі структури.

## Соціальна сфера
У селищі є три загальноосвітніх школи, одна з яких — з кримськотатарською мовою навчання, технікум механізації і гідромеліорації сільського господарства; центральна районна лікарня, аптеки; музична школа, дві бібліотеки, мечеть Ічкі Джамісі.